# Borea (cacciatorpediniere 1927)
Il Borea è stato un cacciatorpediniere della Regia Marina.

## Storia
Aggregato dapprima alla V Squadriglia Cacciatorpediniere, nel marzo 1928 il Borea fu invece assegnato alla I Squadriglia Cacciatorpediniere, operando in funzione addestrativa nel Tirreno.
Nel 1928 il cacciatorpediniere svolse una crociera a Ibiza, seguita l'anno successivo da una seconda a Tripoli, mentre nell'estate del 1930 partecipò, insieme al resto della I Squadriglia e ad altre navi della 1ª Squadra, ad un viaggio in Mar Egeo con tappe a Nauplia, Salonicco, Rodi ed altre località del Dodecaneso.

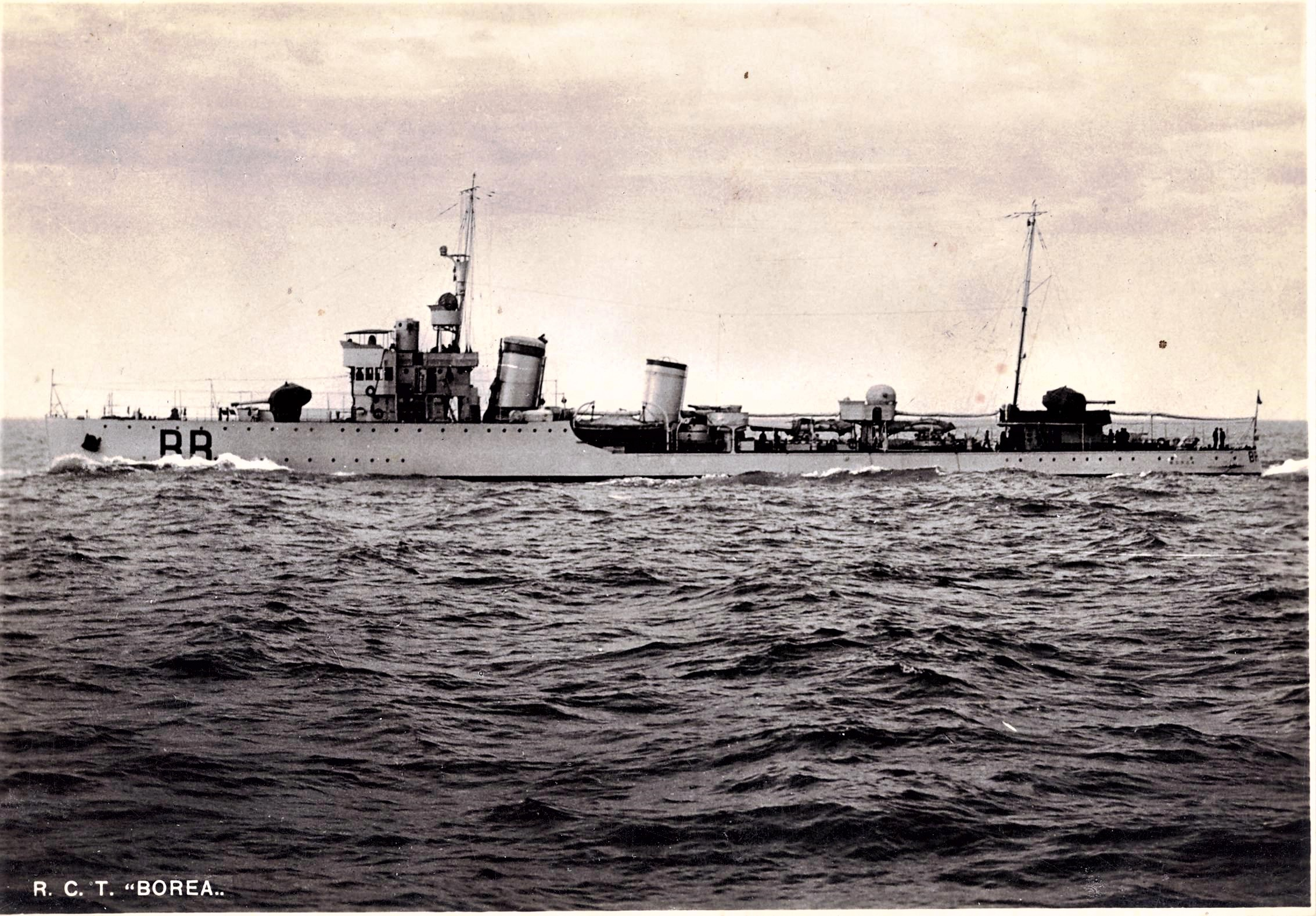
Il Borea al traverso.

Nel 1929 il Borea costituiva, insieme ai gemelli Espero, Ostro e Zeffiro, la I Squadriglia della 1ª Flottiglia della I Divisione Siluranti, inquadrata nella 1ª Squadra navale, con base a La Spezia.
Nel 1931 il Borea, unitamente ai gemelli Ostro, Turbine ed Aquilone, ai cacciatorpediniere Daniele Manin e Giovanni Nicotera ed all'esploratore Pantera, formava la 1ª Flottiglia Cacciatorpediniere, assegnata alla II Divisione della 1ª Squadra.
Nel corso dei primi anni trenta il cacciatorpediniere subì alcune modifiche, quali il potenziamento dell'armamento contraereo con l'imbarco di una mitragliera binata da 13,2/76 mm, il miglioramento delle sistemazioni di bordo e l'installazione di una centrale di tiro tipo «Galileo-Bergamini», sperimentata con successo sulle unità gemelle della I Squadriglia.
Nel 1934 l'unità, insieme ad Espero, Ostro e Zeffiro, formava la IV Squadriglia Cacciatorpediniere, assegnata, insieme alla VIII (composta dalle altre quattro unità della classe Turbine), alla II Divisione navale (incrociatori pesanti Fiume e Gorizia).

Dall'ottobre 1936 al novembre 1938 il Borea partecipò alla guerra di Spagna: nell'autunno del 1936, avendo base a Trapani, effettuò quattro crociere di vigilanza, mentre nella successiva estate del 1937 svolse tre missioni a contrasto del contrabbando di merci per le truppe repubblicane spagnole e nell'estate del 1938, dislocato alle Baleari, fu impiegato nel controllo di quelle acque e nella scorta dei convogli che trasportavano rifornimenti per le truppe franchiste. Durante questo periodo la nave continuò anche il normale servizio di squadra e dipartimentale.

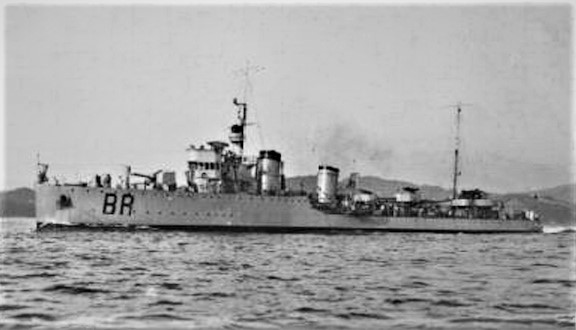
Il Borea fotografato in navigazione negli anni '30.

Negli ultimi mesi del 1938 il cacciatorpediniere ebbe temporaneamente base a Tobruk, mentre l'anno successivo (primavera 1939), prima di tornare nella base libica per alternarsi con delle navi gemelle, prese parte alle operazioni per l'occupazione dell'Albania.
Il 10 giugno 1940, data dell'entrata dell'Italia nella seconda guerra mondiale, il Borea apparteneva alla II Squadriglia Cacciatorpediniere, avente base a Taranto, che formava con i gemelli Espero, Ostro e Zeffiro.
Nei primi mesi di guerra il cacciatorpediniere effettuò due missioni di scorta convogli dalla Sicilia alla Libia.
La sera del 16 settembre 1940 il Borea si trovava ormeggiato di punta, con la poppa rivolta verso la banchina, al Molo Sottoflutto del porto di Bengasi, tra la torpediniera Cigno, a sinistra, e, sulla dritta, la motonave Città di Livorno. Alle 19.30 giunse in porto un convoglio composto dai piroscafi Maria Eugenia e Gloriastella e scortato dalla torpediniera Fratelli Cairoli: tali unità erano state tuttavia avvistate da un ricognitore Short Sunderland il giorno precedente, e, conseguentemente, il comandante della Mediterranean Fleet, ammiraglio Andrew Browne Cunningham, aveva ordinato un'incursione su Bengasi da parte di quindici Fairey Swordfish utilizzati per l'occasione come bombardieri (nove di tali velivoli, infatti, appartenenti all'815th Squadron della Fleet Air Arm, avrebbero portato bombe dirompenti da 227 e 114 kg ed incendiarie da 45 kg, mentre i restanti sei, facenti parte dell'819th Squadron, avrebbero posato mine magnetiche Mk I da 680 kg all'imboccatura del porto).

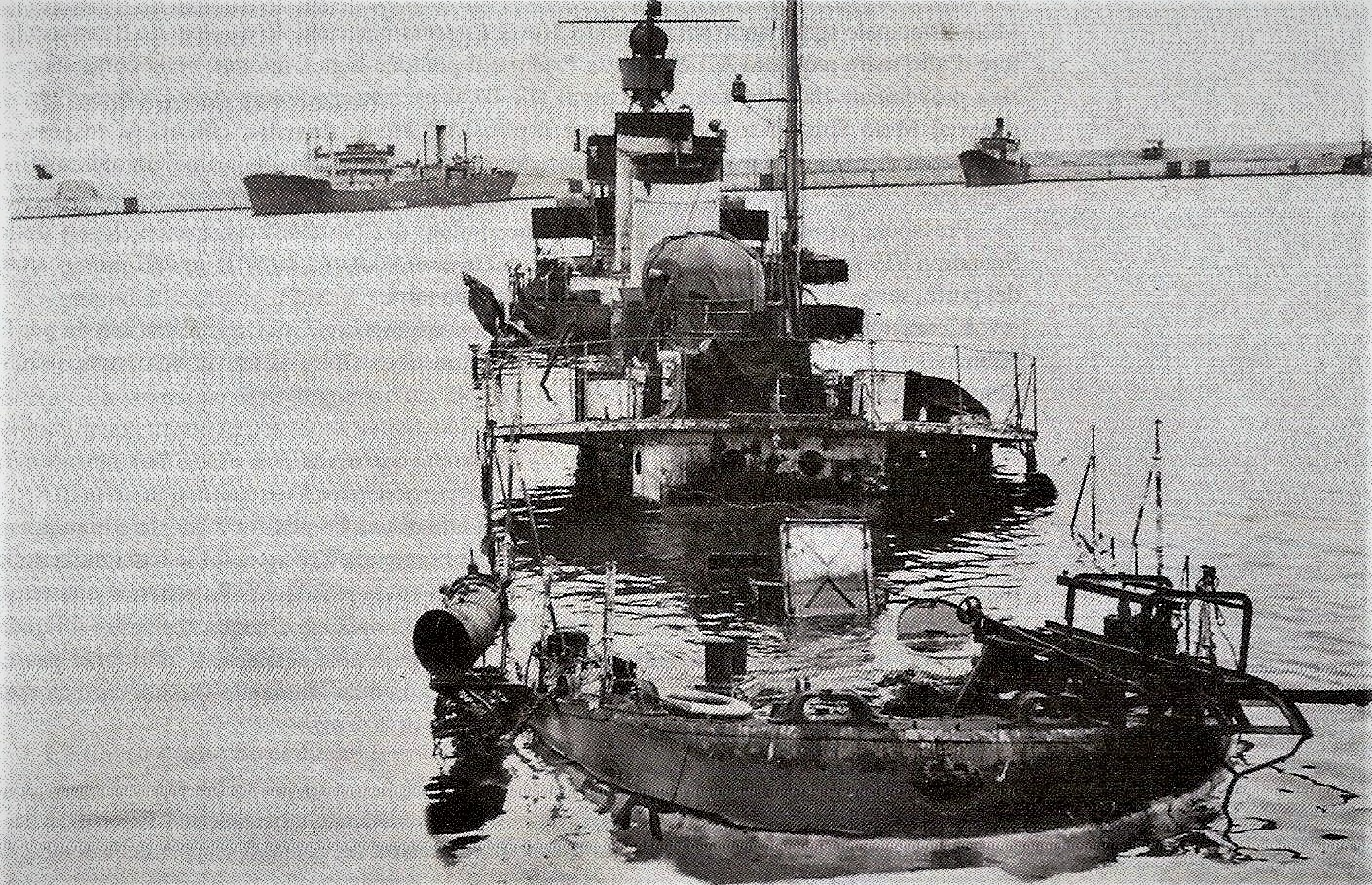
Il relitto del Borea nell'autunno 1940, dopo la rimozione delle artiglierie.

 Nella notte successiva, a partire dalle 00.30, la base libica fu oggetto dell'attacco dei bombardieri britannici. Dopo aver sorvolato il porto per localizzare le navi da colpire, gli Swordfish effettuarono un primo passaggio in direzione nordovest/sudest a mezzanotte e 57 minuti, affondando il Gloriastella e danneggiando la Cigno (in modo grave), il rimorchiatore Salvatore Prim ed il pontone a biga Giuliana. Dopo essersi diretti verso la terra, gli Swordfish effettuarono un secondo passaggio, durante il quale, una prima bomba cadde, senza provocare danni, tra il Borea e la Città di Livorno; qualche secondo dopo – all'una di notte – un secondo ordigno, una bomba da 227 kg, colpì il Borea in corrispondenza del parapetto della plancetta della mitragliera sinistra da 40/39 mm, situata a centro nave, perforò vari ponti e detonò sotto la linea di galleggiamento, provocando subito un vasto e rapido allagamento (per altre fonti l'ordigno perforò tutti i ponti ed esplose sott'acqua, sotto la chiglia del cacciatorpediniere). 

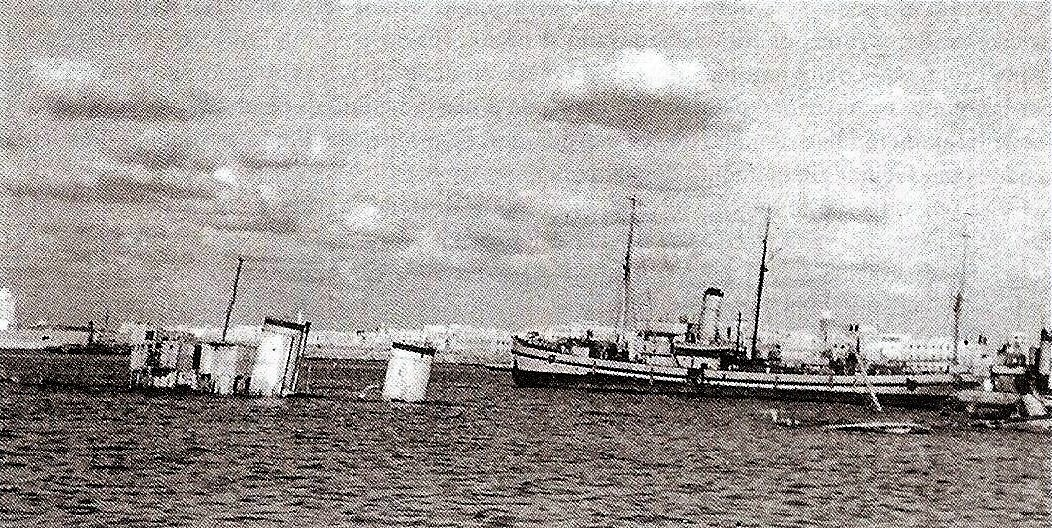
Il relitto del Borea nell'agosto 1941, durante i lavori di demolizione.

 Spezzato in chiglia, il Borea si appruò ed affondò in pochi minuti: gran parte dell'equipaggio lo abbandonò senza nemmeno gettarsi in acqua, scendendo sulla banchina lungo la passerella, mentre altri uomini, tuffatisi in mare, raggiunsero a nuoto l’Aquilone, ormeggiato al Molo Principale e distante meno di duecento metri. Tutti i superstiti, inquadrati a terra, furono poi mandati nei rifugi antiaerei. Oltre al Borea ed al Gloriastella, nell'attacco fu affondato anche il Maria Eugenia, colpito durante il secondo passaggio.
Nonostante la rapidità dell'affondamento, tra l'equipaggio del cacciatorpediniere vi fu un'unica vittima, un fuochista che al momento dell'attacco stava dormendo nel locale caldaia numero 3, nei pressi dell'area dove la bomba era esplosa: l'uomo risultò disperso. Un altro membro dell'equipaggio fu ferito in maniera lieve.
Il relitto si posò, restando in assetto (leggermente sbandato sulla dritta) ma insellato, su un fondale marino|fondale di dieci metri. Le sovrastrutture e parte dell'estrema zona poppiera del Borea rimasero emergenti dalle acque del porto. Privata delle artiglierie poco dopo l'affondamento, la nave venne successivamente demolita sul posto.

## Galleria d'immagini

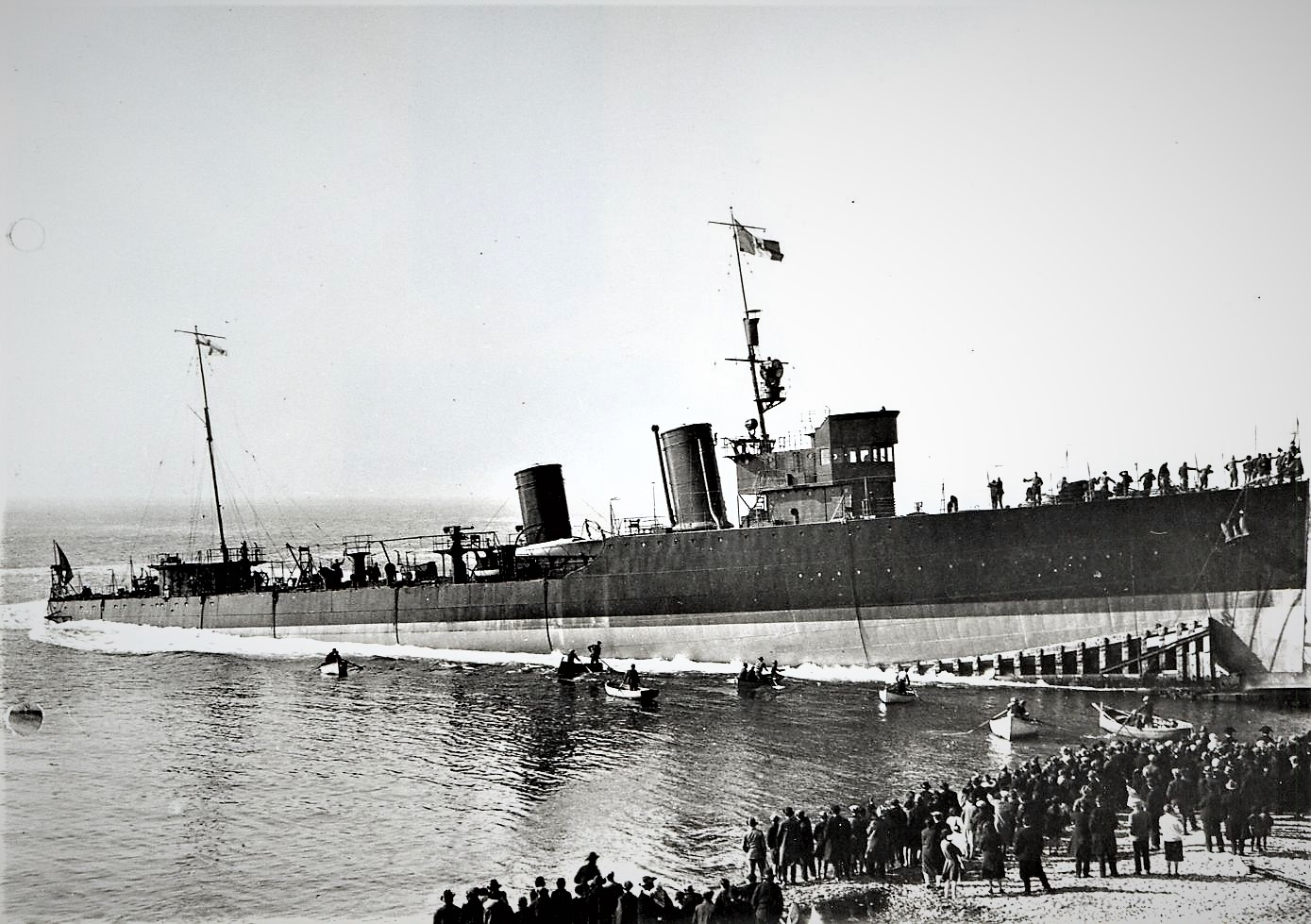
Il varo del Borea, il 28 gennaio 1927.
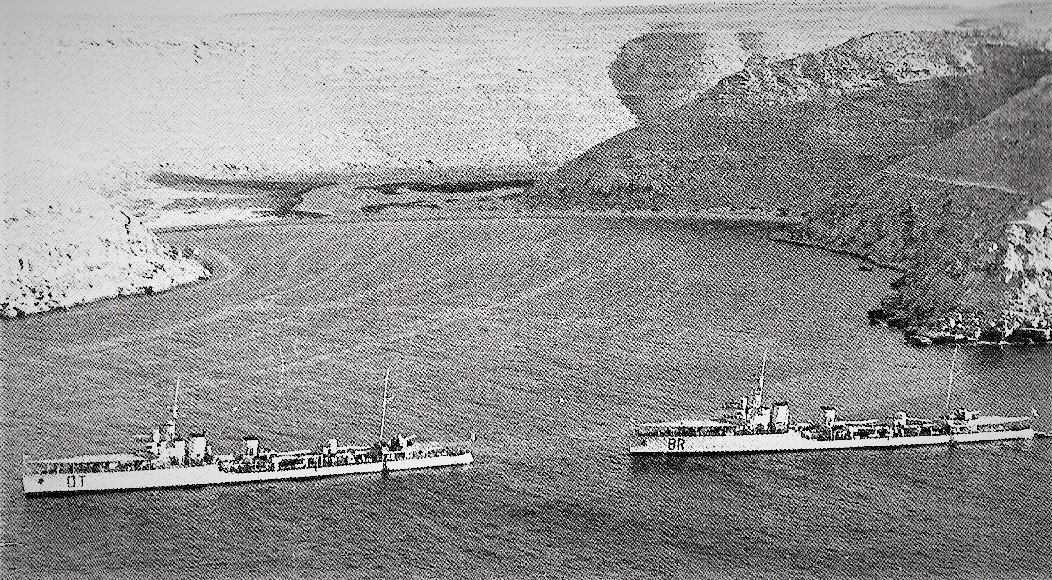
Il Borea ed il gemello e sezionario Ostro alla fonda nelle acque di Bardia, nella primavera del 1940.
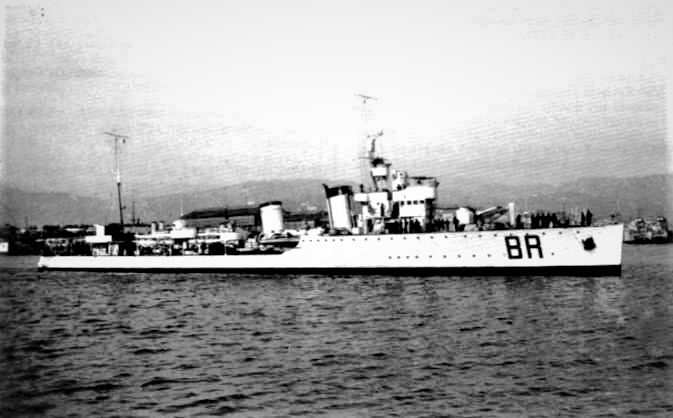
Il cacciatorpediniere nel 1932.
L'unità sul finire degli anni Trenta.